# LNW Research LNW-80
LNW Research LNW-80 (LNW-80) је кућни рачунар фирме LNW Research који је почео да се производи у САД током 1982. године.
Користио је Z-80A микропроцесорску јединицу а RAM меморија рачунара је имала капацитет од 48 KB. 
Као оперативни систем кориштен је TRS-DOS или CP/M.

## Детаљни подаци
Детаљнији подаци о рачунару LNW-80 су дати у табели испод.
|                       |                                                     |
| [ 1 ]                 |                                                     |
| Произвођач            |                                                     |
| Тип                   | кућни рачунар                                       |
| Меморија              | 48 KB                                               |
| Поријекло             | Сједињене Америчке Државе                           |
| Година                | 1982                                                |
| Тастатура             | Пуни помак 74 тастера са нумеричком тастатуром      |
| Процесор              |                                                     |
| Фреквенција процесора | 1,77 или 4 .                                        |
| RAM                   | 48 KB                                               |
| ROM                   | 12 KB                                               |
| Текст                 | 32 или 64 знака x 16 линија                         |
| Графика               | 4 мода од 64 x 48 до 480 x 192 пиксела              |
| Боја                  | 8 боја                                              |
| Звук                  | уграђени звучник. генератор тона                    |
| Димензије             | 42 (ширина) x 56 (дубина) x 9 (висина) cm. Тежина: 13 |
| Портови               |                                                     |
| Оперативни систем     |                                                     |